# 中央大学法学部強制わいせつ事件
中央大学法学部強制わいせつ事件（ちゅうおうだいがくほうがくぶきょうせいわいせつじけん）は、1999年に神奈川県横浜市で発生した強制わいせつ事件。中央大学法学部に在籍する大学生ら5人が、女子中学生に対して酒を飲ませて性的暴行を加えた。

## 概要
1999年夏、加害者の大学生ら5人は、神奈川県鎌倉市由比ヶ浜の海の家でアルバイトをしていた。この時に後に被害者となる1人を含む3人の女性と出会い親しくなる。8月17日の夜に男性の1人が住む神奈川県横浜市のアパートに、男性4人と女性3人を招き入れる。ここでは3人の女性に酒を飲ませていた。女性のうちの2人は早く帰り、女性1人と男性5人がアパートに残った。この時に男性5人によって女性1人に対する暴行が行われた。
被害を受けた女性は自身の通う中学校の教諭にこの事を相談した。9月に神奈川県警察に被害届が提出される。10月27日までに神奈川県警察と戸部警察署は5人の男性を逮捕。中央大学法学部に在籍していた男性はいずれも退学処分となった。
11月2日に中央大学は、この事件についての声明を発表した。これによると中央大学は10月27日午前11時半頃、読売新聞社横浜支局から事実確認のための連絡を受けたことで初めてこの事件の存在を知る。同日午後1時頃、同社より再び確認のための連絡が入り、被疑者の所属学部、氏名が伝えられた。大学が名簿を照合したところ、被疑者は在学生であったことを確認。中央大学は同日夕刻に緊急の記者会見を開き、法学部学部長が大学として確認した事実と本件に対する大学としての基本的立場を説明した。